# Olga Krishtop
Olga Krishtop (Novosibirsk, Unión Soviética, 8 de octubre de 1957) es una atleta soviética retirada especializada en la prueba de 3 km marcha, en la que consiguió ser campeona mundial en pista cubierta en 1987.

## Carrera deportiva
En el Campeonato Mundial de Atletismo en Pista Cubierta de 1987 ganó la medalla de oro en los 3 km marcha, llegando a meta en un tiempo de 12:05.49 segundos que fue récord de los campeonatos, por delante de la italiana Giuliana Salce y la canadiense Ann Peel (bronce).